# Березівська сільська рада (Новоушицький район)
Березі́вська сільська́ ра́да — адміністративно-територіальна одиниця та орган місцевого самоврядування в Новоушицькому районі Хмельницької області. Адміністративний центр — село Березівка.

## Загальні відомості
Березівська сільська рада утворена в 1992 році.
- Територія ради: 53,939 км²
- Населення ради: 1 303 особи (станом на 2001 рік)
- Територією ради протікає річка Дністер

## Населені пункти
Сільській раді були підпорядковані населені пункти:
- с. Березівка
- с. Шебутинці

## Склад ради
Рада складалася з 14 депутатів та голови.
- Голова ради: Гарнець Антоніна Василівна
- Секретар ради: 2-66-22

### Керівний склад попередніх скликань
| Прізвище, ім'я, по батькові | Основні відомості                                                         | Дата обрання | Дата звільнення |
| --------------------------- | ------------------------------------------------------------------------- | ------------ | --------------- |
| Шиманська Людмила Василівна | Сільський голова, 1960 року народження, освіта вища, член Народної партії | 26.03.2006   | 31.10.2010      |
| Шиманська Людмила Василівна | Сільський голова, 1960 року народження, освіта вища, член Партії регіонів | 31.10.2010   | 01.01.2014      |
| Гарнець Антоніна Василівна  | Сільський голова, 1971 року народження, освіта вища, позапартійна         | 25.05.2014   |                 |

Примітка: таблиця складена за даними сайту Верховної Ради України

### Депутати
За результатами місцевих виборів 2010 року депутатами ради стали:

#### За суб'єктами висування
| Суб'єкт висування                 | Кількість обраних депутатів | %    |
| --------------------------------- | --------------------------- | ---- |
| Самовисування                     | 7                           | 50   |
| Народна партія                    | 5                           | 35,7 |
| Партія регіонів                   | 1                           | 7,1  |
| Політична партія «Сильна Україна» | 1                           | 7,1  |

#### За округами
| № округу                          | Прізвище, ім'я, по батькові     | Дата визнання обраним | Освіта  | Партійна приналежність                  | Відомості про обраного депутата                               |
| --------------------------------- | ------------------------------- | --------------------- | ------- | --------------------------------------- | ------------------------------------------------------------- |
| Народна Партія                    |                                 |                       |         |                                         |                                                               |
| 1                                 | Сірик Тетяна Іванівна           | 01.11.2010            | вища    | член Народної партії                    | Кам'янець-Подільський маслозавод, прийомщик                   |
| 8                                 | Ральчик Василь Мефодійович      | 01.11.2010            | вища    | член Народної партії                    | пенсіонер                                                     |
| 9                                 | Скакун Станіслав Степанович     | 01.11.2010            | вища    | член Народної партії                    | Шебутинецька загальноосвітня школа, вчитель фізичної культури |
| 10                                | Садовий Валерій Юліанович       | 01.11.2010            | вища    | член Народної партії                    | Шебутинецька загальноосвітня школа, вчитель математики        |
| 13                                | Білик Віктор Володимирович      | 01.11.2010            | середня | член Народної партії                    | ТОВ «Дружба», шофер                                           |
| Партія регіонів                   |                                 |                       |         |                                         |                                                               |
| 5                                 | Таралевич Валентина Анатоліївна | 01.11.2010            | вища    | член Партії регіонів                    | Березівська сільська рада, бібліотекар                        |
| Політична партія «Сильна Україна» |                                 |                       |         |                                         |                                                               |
| 6                                 | Таралевич Інна Миколаївна       | 01.11.2010            | середня | член Політичної партії «Сильна Україна» | тимчасово не працює                                           |
| Самовисування                     |                                 |                       |         |                                         |                                                               |
| 2                                 | Заремський Сергій Сергійович    | 01.11.2010            | середня | позапартійний                           | пенсіонер                                                     |
| 3                                 | П'єцух Галина Михайлівна        | 01.11.2010            | вища    | позапартійна                            | Березівська загальноосвітня школа, вчитель математики         |
| 4                                 | Кучер Юлія Станіславівна        | 01.11.2010            | середня | позапартійна                            | Березівськевпз, начальник                                     |
| 7                                 | Гарнець Антоніна Василівна      | 01.11.2010            | вища    | позапартійна                            | Березівська сільська рада, секретар                           |
| 11                                | Мельник Ігор Анатолійович       | 01.11.2010            | вища    | позапартійний                           | Шебутинецький сільський клуб, завідувач                       |
| 12                                | Катеринчук Аліна Леонідівна     | 01.11.2010            | вища    | позапартійна                            | Шебутинецький фельдшерсько-акушерський пункт, завідувачка     |
| 14                                | Паламарчук Алла Юліанівна       | 01.11.2010            | вища    | позапартійна                            | тимчасово не працює                                           |